# Quickstepp
Der Quickstepp (englische und frühere Schreibweise: Quickstep) ist ein Standardtanz und hat sich aus Foxtrott und Onestepp entwickelt. Die ursprüngliche englische Benennung Quick Foxtrot and Onestep wurde zusammengezogen und die Bezeichnung Quickstep (in reformierter Rechtschreibung Quickstepp) etablierte sich. Der Quickstepp wird als einer der fünf Standardtänze weltweit auf jedem Standardturnier als letzter getanzt.

## Charakteristik und Technik
Der Quickstepp soll überquellende Lebensfreude ausdrücken und ist nach der Turnier- und Sportordnung (TSO) der letzte der fünf Standardtänze in Turnieren. Er wird von Tänzern auch als „Champagner unter den Tänzen“ bezeichnet, um das Spritzige und Freudige des Tanzes zu charakterisieren. Einfache Sprünge und meist schnell getanzte Posen, bei denen die Tänzer Freude ausstrahlen, sind ebenfalls ein Teil des Quickstepp.
Der Quickstepp wird statt mit zwei langen Vorwärtsschritten und zwei kurzen Seitwärtsschritten (wie im einfacheren Foxtrott) mit einem langen Vorwärtsschritt und einem Chassé (seit–schluss–seit) seitwärts getanzt und ist durch die eher seitlich gerichtete Bewegung fließender als der Foxtrott. Auch sind außenseitliche Positionen der Partner häufiger.
Die Technik des Quickstepps ist der des Langsamen Walzers recht ähnlich. Auch hier ist ein starkes Heben und Senken vorhanden, wobei dieses eher terrassenförmig vonstattengeht. Auch fallen die Phasen des Hebens und Senkens durch die Geschwindigkeit der Musik schneller aus als im Langsamen Walzer. Wird ein Schritt zum Heben verwendet, so wird der Fuß von der Ferse bis zum Ballen abgerollt, dabei werden die Knie jedoch nicht gestreckt. 
Beim Senken verfährt man entgegengesetzt, vom angesetzten Ballen wird das Gewicht auf den ganzen Fuß übertragen. Die hoch getanzten Schritte werden mit gestrecktem Fuß, aber trotzdem leicht gebeugtem Knie ausgeführt. Der Schwung, der durch den ersten Schritt aufgebaut wird, verläuft sich im Gegensatz zum Langsamen Walzer nicht in Drehungen, sondern eher in einer fortlaufenden Bewegung.

## Typische Grundfiguren
1. Vierteldrehung nach rechts (Quarter Turn to Right)
2. Seitchassé (Progressive Chassé)
3. Rechtskreisel (Natural Spin Turn)
4. Chassé-Linksdrehung (Chassé Reverse Turn)
5. Kreuzschritt vorwärts (Forward Lock)
6. Kreuzschritt rückwärts (Back Lock)
7. Tipple-Chassé nach rechts (Tipple Chassé to Right)
8. Endlauf (Running Finish)
9. Gelaufene Linksdrehung (Quick Open Reverse)
10. Viererlauf (Four Quick Run)
11. Gelaufene Rechtsdrehung (Running Natural Turn)

## Rhythmus und Musik
Die Musik des Quickstepp hat sich über den Foxtrott aus dem Ragtime und dem Charleston entwickelt und besitzt im Gegensatz zu den anderen sog. Schwungtänzen, Langsamer Walzer, Wiener Walzer und Slowfox, eine stark rhythmische Komponente. So kommt ein Quickstepp nicht ohne eine Schlagzeugbegleitung aus. Dabei wird auf dem Hi-Hat oder einem Becken ein Puls in Form von Vierteln gespielt, wobei jeweils die zweite und vierte Viertel ternär (im Verhältnis 1 zu 2) aufgeteilt werden (siehe auch Shuffle). Wird der Puls auf einem Becken gespielt, kann das Hi-Hat auf den Schlägen zwei und vier eingesetzt werden, was den Einsatz der Snare-Drum dann nicht erforderlich macht. Alternativ dazu können auf Letzterer die Schläge zwei und vier dezent verstärkt werden. Die Bassdrum schließlich spielt auf den Schlägen eins und drei oder seltener auch auf allen vier Schlägen. Ergänzt wird das Schlagzeug durch den Bass, der entweder halbe oder 4tel Noten weitgehend ohne große Sprünge spielt. Wie auch im Jive trägt dieser „walking Bass“ wesentlich zum Charakter der Musik bei, etwa in dem Titel The Grabtown Grapple von Artie Shaw and His Gramercy Five.
Der Quickstepp unterscheidet sich vom Jive in einigen markanten Punkten. Zunächst sind die Schläge zwei und vier nicht so stark akzentuiert wie im Jive. Ein weiteres wichtiges Unterscheidungsmerkmal ist die Aufteilung der Noten. Während im Jive der erste und dritte Schlag aufgeteilt wird, sind dies im Quickstepp der zweite und vierte. Dadurch werden im Quickstepp die durch den 4/4-Takt vorgegebenen Betonungen auf eins und drei verstärkt. Im Jive dagegen dient die Aufteilung dem Hervorheben der Akzente auf den Schlägen zwei und vier.